# فورست سميثسون
فورست سميثسون (بالإنجليزية: Forrest Smithson)‏ هو منافس ألعاب قوى أمريكي، ولد في 26 سبتمبر 1884 في بورتلاند في الولايات المتحدة، وتوفي في 24 نوفمبر 1962 في مقاطعة كونترا كوستا في الولايات المتحدة.

## وصلات خارجية
- فورست سميثسون على موقع أوليمبيديا (الإنجليزية)